# Пунга (река)

Пунга — река в России, протекает по Берёзовскому району Ханты-Мансийского АО. Устье реки находится в 20 км по левому берегу Малой Сосьвы. Длина реки составляет 222 км, площадь водосборного бассейна — 1170 км². В нижнем течении на реке — посёлок Светлый.

## Притоки
(км от устья)
- Айхутюм (лв)
- 125 км: Евынгурай (пр)
- 159 км: Хапаянгъя (лв)
- Талынгсоим (пр)
- 182 км: Нирынгъя (лв)
- 197 км: Евтнормая (лв)
- Кедровый (лв)

## Данные водного реестра
По данным государственного водного реестра России относится к Нижнеобскому бассейновому округу, водохозяйственный участок реки — Северная Сосьва, речной подбассейн реки — Северная Сосьва. Речной бассейн реки — (Нижняя) Обь от впадения Иртыша.
Код объекта в государственном водном реестре — 15020200112115300028848.